# Puchkirchen am Trattberg
Puchkirchen am Trattberg ist eine Gemeinde im österreichischen Bundesland Oberösterreich im Bezirk Vöcklabruck im Hausruckviertel mit 1101 Einwohnern (Stand 1. Jänner 2024). Das zuständige Bezirksgericht ist in Vöcklabruck.

## Geografie
Puchkirchen am Trattberg liegt auf 557 m Höhe im Hausruckviertel zwischen dem Hausruck im Norden und dem Salzkammergut im Süden. Die Gemeinde liegt auf dem Trattberg, der dem Göblberg im Süden vorgelagert ist. Die Ausdehnung beträgt von Nord nach Süd 2,8 und von West nach Ost 5 Kilometer. Die Gemeinde hat eine Fläche von 7,7 Quadratkilometer. Davon werden 64 Prozent landwirtschaftlich genutzt und ein Viertel ist bewaldet.

### Gemeindegliederung
Die Gemeinde besteht aus 18 Ortschaften: Ach, Berg, Brandstatt, Hendorf, Hub, Grubholz, Gschwandt, Mairigen, Mühlberg, Pichl, Puchkirchen, Roith, Schafedt, Sonnenhang, Sonnpichl, Staudach, Trattberg, Wallern. Einzige Katastralgemeinde ist Puchkirchen.

### Nachbargemeinden
|                          | Ampflwang im Hausruckwald                   | Zell am Pettenfirst |
| Neukirchen an der Vöckla | Kompassrose, die auf Nachbargemeinden zeigt | Ungenach            |
|                          | Timelkam                                    |                     |

## Geschichte
Ursprünglich im Ostteil des Herzogtums Bayern liegend, gehörte das Ortsgebiet seit dem 12. Jahrhundert zum Herzogtum Österreich. Schriftliche Quellen aus dieser Zeit können dem Ort nicht sicher zugeordnet werden. Ob der bereits 1139 genannte "Strattberg" mit dem Puchkirchner "Trattberg" gleichgesetzt werden kann, ist unklar. Im Jahre 1422  wird Puchkirchen bzw. die dem heiligen Jakobus dem Älteren geweihte Kirche in einem Kaufvertrag zum ersten Mal gesichert erwähnt. Seit 1490 wird der Ort dem Fürstentum Österreich ob der Enns zugerechnet.
Während der Napoleonischen Kriege war Puchkirchen mehrfach besetzt. Seit 1816 wieder bei Österreich ob der Enns, wurde dieses Kronland 1918 zum Bundesland Oberösterreich. Bis zur Aufhebung der Grundherrschaft 1848/49 waren für Puchkirchen sechs Grundherrschaften zuständig, zum weitaus überwiegenden Teil Puchheim. 1855 wurde Puchkirchen selbstständige Ortsgemeinde.
Nach dem Anschluss Österreichs an das Deutsche Reich am 13. März 1938 gehörte der Ort zum Gau Oberdonau. Nach 1945 erfolgte die Wiederherstellung Oberösterreichs.

### Einwohnerentwicklung
1991 hatte die Gemeinde laut Volkszählung 868 Einwohner, 2001 dann 948, 2020 bereits 1063.

## Kultur und Sehenswürdigkeiten

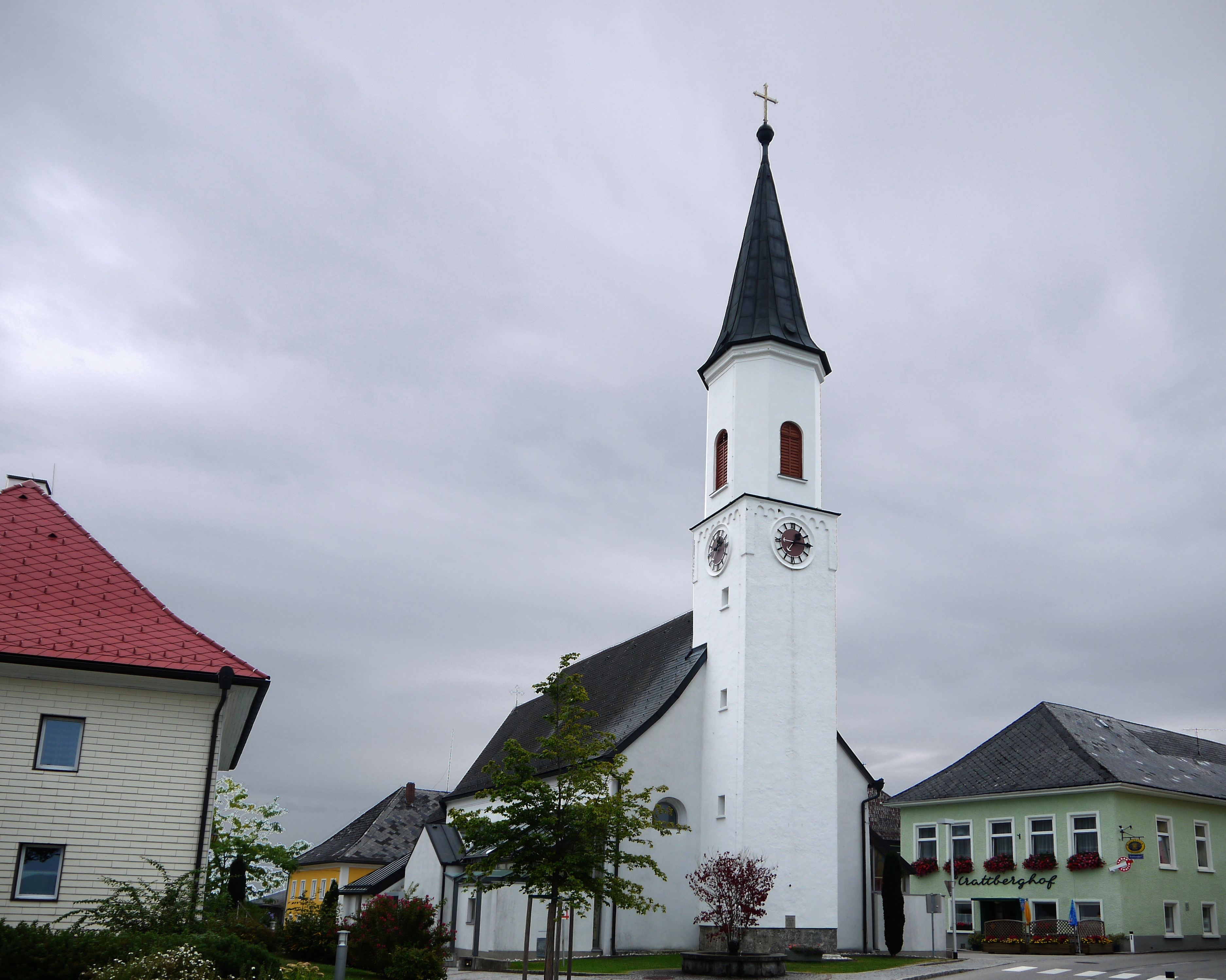
Pfarrkirche Puchkirchen am Trattberg

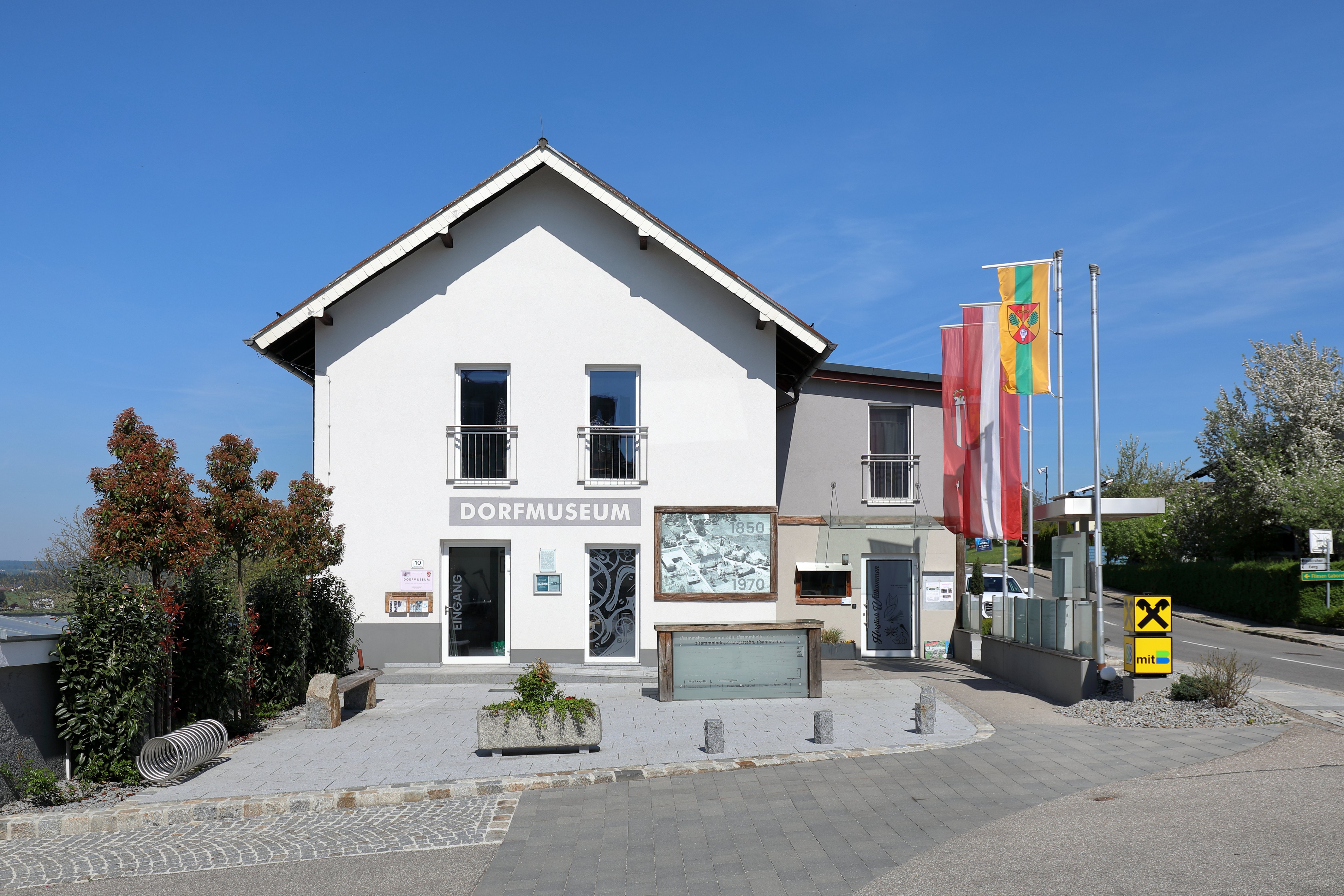
Dorfmuseum

- Katholische Pfarrkirche Puchkirchen am Trattberg (hl. Jakobus der Ältere)
- Aussichtsturm „Power Tower“ für den Blaulicht-Behördenfunk beim Sportplatz (Höhe: 36 Meter mit Aussichtsplattform in 22,5 Meter Höhe und Kletterwand; Errichtung 2020).

## Wirtschaft und Infrastruktur
In Puchkirchen wird ein unterirdisches Gaslager der RAG in ehemaligen Öllagern in einer Tiefe von bis zu 1600 m betrieben, die zur Reserve dienen. Dabei wird angeliefertes Erdgas wieder mit einem Druck von 100–120 bar in die Erde gepumpt.

## Politik
Der Gemeinderat hat 13 Mitglieder.
- Mit den Gemeinderats- und Bürgermeisterwahlen in Oberösterreich 2003 hatte der Gemeinderat folgende Verteilung: 7 ÖVP, 4 SPÖ und 2 GRÜNE.
- Mit den Gemeinderats- und Bürgermeisterwahlen in Oberösterreich 2009 hatte der Gemeinderat folgende Verteilung: 9 ÖVP, 3 SPÖ und 1 GRÜNE.
- Mit den Gemeinderats- und Bürgermeisterwahlen in Oberösterreich 2015 hatte der Gemeinderat folgende Verteilung: 9 ÖVP und 4 FPÖ.
- Mit den Gemeinderats- und Bürgermeisterwahlen in Oberösterreich 2021 hat der Gemeinderat folgende Verteilung: 10 ÖVP und 3 FPÖ.[4]

### Bürgermeister
Bürgermeister seit 1855 waren
- 1855–1861 Mathias Stögmühler
- 1861–1864 Johann Bohn
- 1864–1866 Johann Dickinger
- 1866–1867 Franz Stögmüller
- 1867–1870 Karl Hüttmayr
- 1870–1873 Franz Wenninger
- 1873–1876 Josef Gschwandtner
- 1876–1879 Anton Erhart
- 1879–1882 Franz Waldhör
- 1882–1885 Mathias Gruber
- 1885–1888 Michael Dickinger
- 1888–1891 Franz Hochreiner
- 1891–1894 Franz Wimmer
- 1894–1897 Jakob Wenninger
- 1897–1900 Josef Schlager
- 1900–1903 Franz Hager
- 1903–1906 Josef Pohn
- 1906–1909 Anton Brunbauer
- 1909–1912 Dominik Fuchs
- 1912–1918 Johann Gschwandtner
- 1918–1919 Franz Hochreiner
- 1919–1920 Josef Seiringer
- 1920–1922 Karl Dickinger
- 1922–1922 Josef Seiringer
- 1922–1924 Franz Hochreiner
- 1924–1929 Franz Hager
- 1929–1935 Franz Hochreiner
- 1935–1938 Josef Seiringer
- 1938–1943 Josef Pohn
- 1943–1945 Johann Fürtbauer
- 1945–1946 Johann Stadlbauer (ÖVP)
- 1946–1949 Anton Kaiser (ÖVP)
- 1949–1961 Johann Kinast (ÖVP)
- 1961–1979 Josef Schlager (ÖVP)
- 1979–2001/02 Adolf Gaisbauer (ÖVP)
- 2002–2007 Barbara Anna Moritz (ÖVP)
- seit 2007 Anton Hüttmayr (ÖVP)

### Wappen
Offizielle Beschreibung des 1984 verliehenen Gemeindewappens: Schräggeviert von Rot und Gold; oben ein goldenes, wachsendes, am oberen Schildrand anstoßendes lateinisches Endrautenkreuz; unten ein silberner aufrechter Bohrmeißelkopf; rechts und links je ein grünes, schräg nach außen gestelltes Buchenblatt. Die Gemeindefarben sind Gelb-Grün-Gelb.
Kreuz und Buchenblätter symbolisieren als redendes Wappen den Ortsnamen. Der Bohrmeißel erinnert an die als „Puchkirchen 1“ bezeichnete erste erfolgreiche Tiefbohrung nach Erdöl in Oberösterreich im Jahre 1956, die an der Gemeindegrenze zu Neukirchen an der Vöckla erfolgte.

## Persönlichkeiten

### Söhne und Töchter der Gemeinde
- Anton Hüttmayr (* 1957), Bürgermeister und ehem. Landtagsabgeordneter